# Ho'oponopono
Ho'oponopono (ho-o-pono-pono) er en oldtidens hawaiiansk praksis, der bygger på forsoning og tilgivelse. Lignende tilgivelsespraksis blev praktiseret på øerne i hele det sydlige Stillehav, herunder Samoa, Tahiti og New Zealand. Traditionel ho'oponopono bliver praktiseret af healingspræster eller kahuna lapa'au for familiemedlemmer til en fysisk syg person. Moderne udgaver udføres inden for familien af familiens ældre medlemmer, eller af den enkelte selv. 

## Polynesiske traditioner
I mange polinesiske kulturer mente man, at sygdom skyldtes personlige fejl (kaldt hara eller hala). Nogle mente, at fejl ophidsede guder, andre at det tiltrak de onde guder, og atter andre at skyld, forårsaget af begåede fejl, var årsag til sygdom. ”I de fleste tilfælde kunne der imidlertid udføres de særlige 'afbinde-fejl' – ritualer for at sone for sådanne fejl, og dermed mindske éns ophobning af dem.”
Blandt Vanatuøerne i det sydlige Stillehav, tror folk, at sygdom oftest er forårsaget af seksuelt misbrug eller vrede. ”Hvis du er vred i to eller tre dage, vil du blive syg,” siger en lokal mand. Behandlingen, der modvirker denne sygdom, er tilståelse. Patienten eller et familiemedlem er nødt til at tilstå. Hvis ingen indrømmer en fejl, kan patienten dø. Vanatufolket tror, at tavsedspligt giver sygdom magt. Når fejlen er tilstået, har den ikke længere magt over personen.
Mange andre øboere, herunder hawaiianere, folk fra Tikopia på Salomonøerne og fra Rarotonga på Cookøerne, mener, at faderens synder gives videre til børnene, dvs. hvis et barn er sygt og forældrene er mistænkt for skænderier eller misbrug. Ud over sygdom, kan social uro, mener de, forårsage sterilitet af marker eller andre katastrofer. Harmoni kunne genoprettes kun ved tilståelse og undskyldning.
I Pukapuka var der skik for at afholde et slags skriftemål over patienterne, for at kunne bestemme en passende fremgangsmåde til helbredelse af dem.
Lignende traditioner fandtes på Samoa, Tahiti, og hos Maorierne på New Zealand. 

## Traditionel praksis
"Ho'oponopono" er defineret i Hawaiian Dictionary som "mental udrensning: Familiesammenkomster, hvor forhold blev forbedret gennem bøn, diskussion, skriftemål, anger, og gensidig restitution og tilgivelse." Bogstaveligt, ho'o betyder "at starte handlingen". Pono er defineret som 
"Godhed, oprigtighed, moral, moralske kvaliteter, korrekt eller rigtig procedure, fortræffelighed, velvære, velstand, velfærd, fordele, sand tilstand eller natur, pligt, passende, korrekt, retfærdig, rigtig, retskaffen, dydig, fair, gavnlig, vellykket, i den skønneste orden, nøjagtig, korrekt, lempet, lettet, bør, burde, nødvendig."
Ponopono er defineret som "at sætte rigtig, putte i orden eller forme, korrigere, revidere, tilpasse, forbedre, regulere, arrangere, ensrette, a rydde op, gøre ordentlig eller pæn."
En fremtrædende Hawaiiansk lærd, Mary Kawena Pukui, skrev, at det var en praksis i Oldtidens Hawaii og dette er understøttet af mundtlige overleveringer af nutidens hawaiianske ældre. Pukui (født i 1895) fortalte første gang om sine erfaringer og observationer fra sin barndom i sin bog fra 1958. Forfatteren, Max Freedom Long, som levede på Hawai´i fra 1917 til omkring 1926, dokumenterede traditionel ho'oponopono, som anvendtes af hawaiianske familier i sin bog fra 1936.
Selvom ordet "ho'oponopono" ikke blev brugt, dokumenterede tidlige hawaiianske historikere en tro på, at sygdomme var forårsaget af at bryde Kapu, eller åndelige love, og at sygdom ikke kunne helbredes, før end den lidende sonede for overtrædelsen, ofte med bistand fra en bedende præst (kahuna pule) eller en helbredelsespræst (kahuna lapa'au). Tilgivelse søges hos guderne  eller hos den person, med hvem der var en tvist.
Pukui beskrev det som en praksis ved større grupper af familiemedlemmers møde for at "retablere" brudte familieforhold. Nogle familier mødtes dagligt eller ugentligt for at forebygge, at der skulle opstå problemer. Andre mødtes, når en person blev syg, i den tro, at sygdom var forårsaget af stress, vrede, skyld, modbeskyldninger og manglende tilgivelse. Kapuna Nana Veary skrev at hvis nogle børn i hendes familie blev syg, hendes bedstemor spurgte deres forældre: "Hvad har I gjort?". De troede på, at helbredelse kan komme kun gennem fuld tilgivelse af hele familie.
Ho'oponopono korrigerer, genskaber og vedligeholder gode relationer blandt familiemedlemmer og med deres guder eller Gud, ved at finde årsager og kilder til problemer, Normalt er det det ældste medlem af familien, der gennemfører processen. Han eller hun samler familien. Hvis familien ikke er i stand til at arbejde sig igennem et problem, henvender den sig til en respekteret og kyndig fremmed.
Processen begynder med bøn. En redegørelse for problemet er lavet, og overtrædelsen drøftet. Familiemedlemmer forventes at bearbejde problemer gennem samarbejde, ikke ved at "holde fast ved en fejl." En eller flere perioder med tavshed kan bruges til eftertanke om de forviklede følelser og skader. Alles følelser bliver anerkendt. Så finder skriftemål, anger og tilgivelse sted. Alle befrier hinanden (kala) og giver slip. De skærer fortiden fra ('oki), og sammen lukker de begivenheden med en ceremoniel fest, kaldet pani, som oftest iregnet spisning af limu kala eller kala tang, symboliserende frigivelsen.
I den form, der anvendes af familien af kahuna Makaweliweli fra øen Moloka'i ved afslutningen af ho'oponopono gives den person, som er tilgivet, en Lei fremstillet af frugt fra Halatræet.
”Lille tante” Malia Craver, der arbejdede med Queen Lili'uokalani Children's Centre (QLCC) i mere end 30 år, vendte tilbage til QLCC for at undervise i traditionel ho'oponopono. Den 30. August 2000 talte hun om det i de Forenede Nationer.

## Moderne anvendelse

### Traditionel anvendelse
I slutningen af det 20. Århundrede begyndte domstole i Hawaii at henvise de unge og voksne lovovertrædere til at arbejde med en ældre, som anvendte ho'oponopono for deres familier. Ho'oponopono foregår på den traditionelle måde, uden domstolens indblanding, med en praktiserende, fundet af familien fra en liste over dommergodkendte udbydere.
Nogle indfødte praktiserer og gennemfører ho'oponopono for kunder, der ellers vil søge familie-rådgivning.

### Frihed fra karma
I 1976 tilpassede Morrnah Simeona, anerkendt som helbredende præstinde eller kahuna lapa'au, den traditionelle ho'oponopono til familiens gensidige tilgivelse, til den sociale virkelighed i den moderne tid. For at nå sit mål, udvidede hun det til en generel problemløsningsproces uden for familiens rammer og til en psyko-åndelig selvhjælp i stedet for en gruppe-proces.
Simeona's version er påvirket af hendes kristne (protestantiske og katolske) uddannelse og hendes studier af filosofi fra Indien, Kina og Edgar Cayce. Ligesom i den hawaiianske tradition lægger hun vægt på bøn. I modsætning til tradition beskriver hun problemer som virkninger af negativ karma, idet hun siger, at "du kommer til at opleve selv, hvad du har gjort for andre," og du er skaberen af dit livs omstændigheder. Enhver forkert handling er lagret i én selv og afspejler sig i enhver enhed og ethvert objekt, der var til stede, da årsagen fandt sted. Da loven om årsag og virkning hersker i alle liv og levetid, er formålet med hendes version primært "at frigive ulykkelige, negative oplevelser i tidligere reinkarnationer, og forløse og fjerne traumer fra 'hukommelsesbanker'.” Karmiske bindinger hindrer udviklingen af sindet, således at "(karmisk) rensning er en forudsætning for en udvidelse af bevidstheden." Brugen af hendes 14-trins-proces kan opløse disse bindinger. Hun brugte ingen mantraer eller vilkårlige øvelser.
Hendes undervisning er: Der er en Guddommelig Skaber, der tager sig af altruistiske bønner fra mennesker, "når sætningen 'Og det er sket' anvendes efter en bøn, så betyder det, at menneskets arbejde er afsluttet, og at Guds arbejde er begyndt." Self-Identity betyder, f.eks i Ho'oponopono, at de 3 selv'er, eller aspekter af bevidsthed, er afbalancerede og forbundet med den Guddommelige Skaber. Til forskel fra egoistiske bønner, så når "altruistiske bønner, som ho'oponopono, hvor du også beder om frigivelse for andre væsner og genstande, det guddommelige plan eller Kosmos på grund af deres høje vibrationer. Fra dette plan kommer den guddommelige energi eller mana." som vil omdanne den smertefulde del af hukommelsen om de forkerte handlinger hos alle deltagere til Pure Light (Rent Lys), uanset på hvilket plan de eksisterer, "Alle er sat fri." og gennem denne forvandling i sindet, vil problemer miste deres energi, og de fysiske virkninger, helbredelse og harmonisering begynder. I denne forstand er Simeona's mana ikke det samme som den traditioelle polynesiske forståelse af Mana.

### Skabelse af Zero tilstand
Efter Simeona´s død i 1992, hævder hendes tidligere elev og administrator Hew Len, medforfatter af en bog at han underviser i Simeona's ho'oponopono. Len gør ikke krav på at være en kahuna. I modsætning til Simeona's lære, siger bogen, at hovedformålet med ho'oponopono er opnåelse af ”Zero tilstand, hvor vi ingen grænser har, ingen minder og ingen identitet har.” Ved den tilstand, der kaldes Self-I-Dentity, skal man hele tiden gentage et mantra, "Jeg elsker dig. Undskyld. Tilgiv mig. Tak." Den er baseret på princippet om 100% ansvar, at tage ansvar for alle handlinger, ikke kun for èns egne. Hvis man tager det fulde ansvar for sit liv, så er alt, hvad man ser, hører, smager, rører, eller på nogen måde oplever, èns eget ansvar, fordi det sker i èns liv. Problemet er ikke med vores eksterne virkelighed, men med os selv. For at ændre vores virkelighed, er vi nødt til at ændre os selv. Totalt ansvar betyder, at alt som eksisterer, er en projektion fra det indre i mennesket. Som sådan, er det en modificerede udgave af solipsismes filosofi.

## Fodnoter
1. ↑  Oliver, s. 157
2. ↑  Parsons, s. 55
3. ↑  Parsons, s. 61
4. ↑  Parsons, s. 70
5. ↑  Parsons, s. 151
6. ↑  Parsons, s. 12
7. ↑  Parsons, s. 159
8. ↑  Parsons, s. 217
9. ↑  Buck, s. 405-6
10. ↑  Handy, s. 242
11. ↑  Pukui, Elbert
12. ↑  Pukui, Haertig, Lee, s. 61-62, 67
13. ↑  Chai, s. 47-50
14. ↑  Pukui, Handy, s. 184-5
15. ↑  Long (1936) s. 246-248; Long (1948), s. 250-2, 279, 303. Selv ikke alt i disse bøger er traditionel Hawaiiansk, disse afsnit er en ægte beskrivelse af ho'oponopono.
16. ↑  Kamakau, s. 95
17. ↑  Malo, s. 75 (Engelsk)
18. ↑  Titcomb
19. ↑  Chai, s. 52-54
20. ↑  Pukui, Haertig, Lee, s. 60
21. ↑  Veary, s. 34
22. ↑  Pukui, Haertig, Lee s. 60-80
23. ↑  Lee, s. 49
24. ↑  Honolulu Star-Bulletin Hawaii News
25. ↑  Steuterman, s. 34
26. ↑  Shook
27. ↑  Simeona, s. 36
28. ↑  Simeona, s. 77
29. ↑  Simeona, s. 45-61
30. ↑  Simeona, s. 51
31. ↑  Simeona, s. 31
32. ↑  Simeona, s. 25
33. ↑  Simeona, s. 17
34. ↑  Vitale, Len
35. ↑  Vitale, Len, s. 31
36. ↑  Vitale, Len, s. 32
37. ↑  Vitale, Len, s. 41
38. ↑  Vitale, Len, s. 22
39. ↑  Vitale, Len, s. 24